# Anthophora caroli
Anthophora caroli är en biart som beskrevs av Pérez 1895. Anthophora caroli ingår i släktet pälsbin, och familjen långtungebin. Inga underarter finns listade i Catalogue of Life.